# الإجهاض في السعودية
الإجهاض في السعودية مسموح فقط إذا كان الإجهاض سوف ينقذ حياة الأم أو إذا كان الحمل يهدد الصحة البدنية أو النفسية للمرأة. في السعودية تتطلب الموافقة على الإجهاض موافقة 3 أطباء بالإضافة إلى المريضة وكذلك ولي أمرها أو الوصي عليها. إذا تم الإجهاض لأي سبب آخر فقد يتحمل الشخص الذي قام بالإجهاض دفع دية لعائلة الجنين. قوانين الإجهاض تمنع تمامًا إجراء عملية الإجهاض إذا كان السبب الخوف من التكاليف المادية.
وفقًا للأنظمة السعودية لا يسمح نظاما بصرف أي دواء يؤدي إلى حدوث إجهاض دون أمر الطبيب المختص، ويكون ذلك ضمن خطة علاجية تتطلبها صحة الأم، وعلى مسؤولية الطبيب المعالج واللجنة الطبية التي تقر ذلك، ولا يصرف هذا الدواء إلا بموافقة الطبيب وتوقيعه، وقد شدد على الصيدليات بهذا الأمر. في عام 2014 سجلت حالات الإجهاض في السعودية ارتفاعاً كبيراً وصل إلى 51 ألف حالة، ويُرجع الأطباء زيادة حالات الإجهاض لعدة أسباب منها استخدام أدوية للإجهاض يتم تداولها حاليا في الأسواق السوداء بالبلاد.

## تعريف الإجهاض
لغة: مصدر الفعل اللازم جَهَضَ، يعني إسقاط الجنين قبل أوانه، وإلقاءه لغير تمام. يقال: أَجهَضت الحامل، ولا يصح أن يُقال: ضربها فأجهضها؛ لأنه فعل لازم.
ويطلق على الحامل التي أسقطت حملها: مُجْهَض، وعلى السِّقْط: جهيض. ويُطلَق الإجهاض غالباً على إسقاط الولد ناقص الخلْقة، أو الذي لم يستبن خَلْقه، لكنه قد يُطلق على ما تم خلقه بعد نفخ الروح، ويأتي بمعنى الإملاص، أي الانفلات وبمعنى الإزلاق، أي عدم ثبات الحمل في الرحم. ويُطلق عليه الإسلاب، بمعنى الإسقاط والإلقاء.
اصطلاحاً: «إلقاء الحمل مطلقاً، سواء كان ناقص الخْلِقة أو ناقص المدة، مستبين الخلقة أم لا، نُفخت فيه الروح أو لم تنفخ، قصداً أم بغير قصد أم تلقائياً.»

## حكم الإجهاض في الشريعة الإسلامية
الإسلام هو الدين الدولة الرسمي في المملكة العربية السعودية، فالشريعة الإسلامية هي المصدر الأول للقانون في المملكة العربية السعودية وهي مستمدة من القرآن الكريم والسنة النبوية. مما يعني أن قوانين الدولة المتعلقة بالإجهاض مستمدة من الدين الإسلامي.
وبحسب الشريعة الإسلامية فإنه إذا كان الحمل في الأربعين الأولى فالحكم الشرعي فيه أوسع إذا دعت الحاجة إلى إجهاض؛ لأن عندها أطفال صغار تربيهم ويصعب عليها الحمل؛ أو لأنها مريضة يشق عليها الحمل فلا بأس بإسقاطه في الأربعين الأولى.
أما في الأربعين الثانية بعد العلقة أو المضغة فهذا أشد، فليس لها إسقاطه إلا عند عذرٍ شديد أو مرضٍ شديد يقرر الطبيب المختص أنه يضرها بقاؤه فلا مانع من إسقاطه بهذه الحالة عند خوف من الضرر الكبير.
وأما بعد نفخ الروح فيه بعد أي الشهر الرابع فلا يجوز إسقاطه أبداً، بل يجب عليها أن تصبر وتتحمل حتى تلد، إلا إذا قرر طبيبان أو أكثر مختصان ثقتان أن بقاءه سبب لموتها فلا بأس بتعاطي أسباب إخراجه حذراً من موتها؛ لأن حياتها ألزم، عند الضرورة القصوى بتقرير طبيبين فأكثر ثقات أن بقاءه يضرها وأن عليها خطراً بالموت إذا بقي فلا بأس.
وهكذا لو كان مشوهاً تشويهاً يضرها لو بقي يكون فيه خطر عليها قرر طبيبان فأكثر أن هذا الولد لو بقي عليه خطر الموت لأسباب في الطفل، فهذا كله يجوز عن الضرورة إذا كان عليها خطر، خطر الموت بتقرير طبيبين أو أكثر مختصين ثقتين.

## حظر الإجهاض في السعودية
إن الأنظمة والقوانين المعمول بها في السعودية تمنع بشكل قطعي إجهاض الأجنة حتى لو ثبت بالفحص الطبي أنها مصابة بإعاقة دائمة كالشلل أو حتى كان الجنين مصاباً بمتلازمة داون، وإن إجهاضها يعد مخالفة يعاقب عليها القانون في حال تورط الأطباء في ذلك.
كما أنه ليس من حق المستشفيات في السعودية سواء الخاصة أو الحكومية إجراء عمليات إجهاض؛ لأن القانون يحرم ذلك ويجرمه.
واستثناءً على ما سبق يجوز إجهاض الحامل في حال وجود خطر من الحمل على حياة الأم، كما في بعض حالات أمراض القلب والكلى والأورام السرطانية، أو الأمراض التي قد تصيب الجنين بحيث يؤكد ما لا يقل عن استشاريين أن الجنين سيموت بعد ولادته مثل التشوهات الخطيرة والمميتة التي تصيب الجنين في المخ أو الكلى.

## الشرط القانوني للإجهاض في المملكة
في السعودية يتطلب للموافقة على الإجهاض إقرار رسمي بضرورة إجراء عملية الإجهاض من اثنين على الأقل من الأطباء بالإضافة إلى المريضة وولي أمر الزوجة أو الوصي عليها.
وإذا وقع الإجهاض لأي سبب آخر غير ما سبق يتحمل الشخص الذي أجرى العملية دفع دية لعائلة الجنين، كما أن قوانين الإجهاض في المملكة تمنع إجراء الإجهاض إذا كان السبب فقط الخوف من التكاليف المادية.
وبحسب الأنظمة السعودية لا يسمح بصرف أي عقار طبي يؤدي إلى حدوث إجهاض دون أمر الطبيب المختص، ضمن خطة علاجية ضرورية لإنقاذ الأم، وعلى مسؤولية الطبيب المعالج واللجنة الطبية التي تقر ذلك.

## ارتفاع عمليات الإجهاض في السعودية
كشفت أحدث إحصاءات وزارة الصحة السعودية ارتفاع نسبة عمليات الإجهاض في البلاد، حيث بلغت 40 ألف حالة إجهاض سنوياً، وذلك خلال السنوات الخمس الماضية، وأوضح الإحصاء أن عام 1434هـ، كان الأعلى من حيث إجمالي حالات الإجهاض الناجمة عن مضاعفات الحمل والولادة، وأمراض النساء التي سجلتها مستشفيات وزارة الصحة، فيما بلغ إجمالي المراجعات لعيادات الحمل وأمراض النساء في العام 1435 هـ، مليوناً و355 ألفاً و218 مراجع.
وتجدر الإشارة أن السعودية سجلت العام 2014 وحده ارتفاعاً متزايداً في حالات الإجهاض بمعدل 51 ألف حالة، وأرجع الأطباء هذه الزيادة لأسباب عدة، مثل استخدام أدوية للإجهاض المتداولة في الأسواق السوداء داخل المملكة.

## الإجهاض المفتعل
الإجهاض المفتعل هو الذي تنهي به بعض الأمهات حياة أجنتهن دون عذر شرعي أو أسباب طبية، باستخدام وصفات شعبية وخلطات وتحاميل، دون استشارة الطبيب، أو بإدخال مواد في عنق الرحم والمهبل أو الضرب العنيف على البطن، ونحوها من الوسائل الخطرة.
وتشير دراسات إلى أن حالات «الإجهاض المفتعل» في السعودية بلغت نحو 47 ألف حالة سنويا، 40% منها باستخدام دواء ميزوبروستول، والذي أكد الأطباء أن 10 من بين ألف حالة من الأجنة المعرضة لهذا الدواء تكون عرضة لتشوهات خلقية إذا لم ينجح إجهاضها.